# Camalot

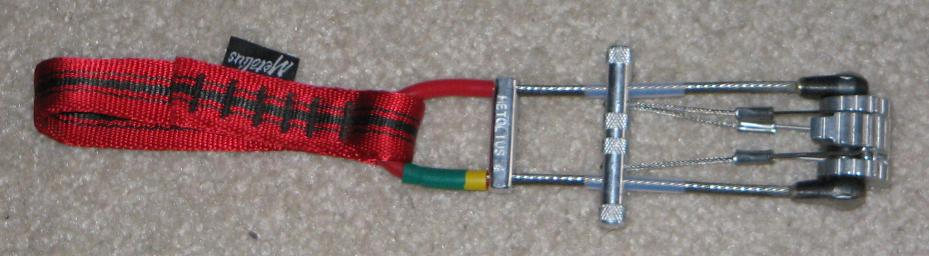
Aparelho de auxílio na escalada, ou amigo

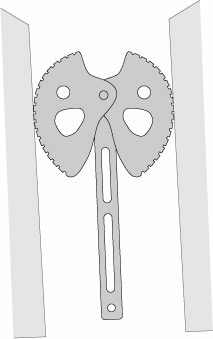
Esquema de funcionamento

Camalot é um dispositivo de entalação como os nuts, porém com molas e formato baseado na came, uma curva excêntrica, elemento de aplicação mecânica que serve para transformar movimento rotatório em movimento linear e vice-versa.
Os camalots são equipamentos de segurança móvel que consistem no seu entalamento em uma fenda ou fissura, onde então se expandem, criando um ponto de segurança. O estilo de escalada onde se usam apenas proteções móveis é chamado de escalada em móvel e a que utiliza proteções móveis e fixas, chamada de mista.
Camalot é uma marca registrada da Black Diamond Equipment, Ltd.